# Ebbie Goodfellow
Ebenezer Ralston "Ebbie" Goodfellow, född 9 april 1906 i Ottawa, Ontario, död 10 september 1985 i Sarasota, Florida, var en kanadensisk professionell ishockeyspelare och ishockeytränare. Ebbie Goodfellow spelade för Detroit Cougars, Detroit Falcons och Detroit Red Wings i NHL åren 1929–1943.
Ebbie Goodfellow vann tre Stanley Cup med Detroit Red Wings; 1935–36, 1936–37 och 1942–43. Säsongen 1939–40 vann han Hart Trophy som NHL:s mest värdefulle spelare.
Från 1950 till 1952 tränade Goodfellow Chicago Black Hawks i NHL.

## Statistik

### Spelare
OCHL = Ottawa City Hockey League, CPHL = Canadian Professional Hockey League
| 1926–27    | Ottawa Montagnards | OCHL       | —   | 4   | 3   | 1   | 4   | —  | — | — | —  | —  |
| 1927–28    | Ottawa Montagnards | OCHL       | 15  | 7   | 2   | 9   | -   | 4  | 3 | 1 | 4  | —  |
| 1927–28    | Ottawa Montagnards | Allan Cup  | —   | —   | —   | —   | —   | 2  | 1 | 0 | 1  | —  |
| 1928–29    | Detroit Olympics   | CPHL       | —   | 26  | 8   | 34  | 45  | —  | — | — | —  | —  |
| 1929–30    | Detroit Cougars    | NHL        | 44  | 17  | 17  | 34  | 54  | —  | — | — | —  | —  |
| 1930–31    | Detroit Falcons    | NHL        | 44  | 25  | 23  | 48  | 32  | —  | — | — | —  | —  |
| 1931–32    | Detroit Falcons    | NHL        | 48  | 14  | 16  | 30  | 56  | 2  | 0 | 0 | 0  | 0  |
| 1932–33    | Detroit Red Wings  | NHL        | 40  | 12  | 8   | 20  | 47  | 4  | 1 | 0 | 1  | 11 |
| 1933–34    | Detroit Red Wings  | NHL        | 48  | 13  | 13  | 26  | 45  | 9  | 4 | 3 | 7  | 12 |
| 1934–35    | Detroit Red Wings  | NHL        | 48  | 12  | 24  | 36  | 44  | —  | — | — | —  | —  |
| 1935–36    | Detroit Red Wings  | NHL        | 48  | 5   | 8   | 13  | 69  | 7  | 1 | 0 | 1  | 4  |
| 1936–37    | Detroit Red Wings  | NHL        | 48  | 9   | 16  | 25  | 43  | 9  | 2 | 2 | 4  | 12 |
| 1937–38    | Detroit Red Wings  | NHL        | 29  | 0   | 7   | 7   | 13  | —  | — | — | —  | —  |
| 1938–39    | Detroit Red Wings  | NHL        | 48  | 8   | 8   | 16  | 36  | 6  | 0 | 0 | 0  | 8  |
| 1939–40    | Detroit Red Wings  | NHL        | 43  | 11  | 17  | 28  | 31  | 5  | 0 | 2 | 2  | 9  |
| 1940–41    | Detroit Red Wings  | NHL        | 47  | 5   | 17  | 22  | 35  | 3  | 0 | 1 | 1  | 9  |
| 1941–42    | Detroit Red Wings  | NHL        | 8   | 2   | 2   | 4   | 2   | —  | — | — | —  | —  |
| 1942–43    | Detroit Red Wings  | NHL        | 11  | 1   | 4   | 5   | 4   | —  | — | — | —  | —  |
| NHL totalt | NHL totalt         | NHL totalt | 554 | 134 | 190 | 324 | 511 | 45 | 8 | 8 | 16 | 65 |

### Tränare
M = Matcher, V = Vinster, F = Förluster, O = Oavgjorda, P = Poäng, Div. = Divisionsresultat
| Lag                 | År      | Grundserie | Grundserie | Grundserie | Grundserie | Grundserie | Grundserie | Slutspel         |
| Lag                 | År      | M          | V          | F          | O          | P          | Div.       | Resultat         |
| ------------------- | ------- | ---------- | ---------- | ---------- | ---------- | ---------- | ---------- | ---------------- |
| Chicago Black Hawks | 1950–51 | 70         | 13         | 47         | 10         | 36         | 6:a i NHL  | Missade slutspel |
| Chicago Black Hawks | 1951–52 | 70         | 17         | 44         | 9          | 43         | 6:a i NHL  | Missade slutspel |
| Totalt              | Totalt  | 140        | 30         | 91         | 19         | 79         |            |                  |

## Meriter
- Stanley Cup – 1935–36, 1936–37 och 1942–43
- NHL First All-Star Team – 1936–37 och 1939–40
- NHL Second All-Star Team – 1935–36
- Hart Trophy – 1939–40
- Invald i Hockey Hall of Fame 1963